# Condado de las Mirandas de Santa Cruz
El condado de las Mirandas de Santa Cruz es un título nobiliario español creado por el rey Alfonso XIII en favor de Pedro María Díez y Pérez de Muñoz, presidente de la Cámara de Comercio de España en París, mediante real decreto del 28 de julio de 1920 y despacho expedido el 29 de octubre del mismo año.

## Condes de las Mirandas de Santa Cruz
|                           | Titular                           | Periodo                   |
| Creación por Alfonso XIII | Creación por Alfonso XIII         | Creación por Alfonso XIII |
| ------------------------- | --------------------------------- | ------------------------- |
| I                         | Pedro María Díez y Pérez de Muñoz | 1920-1950                 |
| II                        | Rafael Díez y de Zurita           | 1951-1968                 |
| III                       | Pedro Manuel Díez y Ponce de León | 1978-1992                 |
| IV                        | Pablo Lorenzo Díez de Talla       | 1992-hoy                  |

## Historia de los condes de las Mirandas de Santa Cruz
- Pedro María Díez y Pérez de Muñoz, I conde de las Mirandas de Santa Cruz, comendador de la Orden de Carlos III y oficial de la Legión de Honor.[1]

Casó con María de las Mercedes de Zurita e Izquierdo. El 2 de noviembre de 1951 le sucedió su hijo:
- Rafael Díez y de Zurita (1896-1968), II conde de las Mirandas de Santa Cruz.[1]

Casó con María del Pilar Ponce de León y de las Heras,  IX marquesa de Casinas. El 10 de enero de 1978, previa orden del 11 de mayo de 1970 para que se expida la correspondiente carta de sucesión (BOE del día 26), le sucedió su hijo:
- Pedro Manuel Díez y Ponce de León (Jerez de la Frontera, 25 de mayo de 1931-Madrid, 13 de noviembre de 2011), III conde de las Mirandas de Santa Cruz, IX marqués de Casinas.[5]

Casó con María Cristina de Tella y Cabrera (n. 1935). El 10 de junio de 1992, previa orden del 6 de mayo del mismo año para que se expida la correspondiente carta de sucesión (BOE del 5 de junio), le sucedió, por cesión, su hijo:
- Pablo Lorenzo Díez de Tella, IV conde de las Mirandas de Santa Cruz, miembro del Consejo de Administración y vicetesorero de la Cámara de Comercio española en París.[7]

Casó con Pilar Torre-Enciso Maseguer.